# Taito Legends 2
Taito Legends 2 est une compilation d'une quarantaine de jeux d'arcade produits par Taito entre 1979 et 1997.

## Jeux
| Titre                                  | Première sortie | Windows | PS2 | Xbox | Taito Memories (en) | Titre régional                                                     |
| -------------------------------------- | --------------- | ------- | --- | ---- | ------------------- | ------------------------------------------------------------------ |
| Alpine Ski (en)                        | 1982            | Oui     | Oui | Oui  | I Vol.1             |                                                                    |
| Arabian Magic                          | 1992            | Oui     | Oui | Oui  | I Vol.2             |                                                                    |
| Bonze Adventure (en)                   | 1988            | Oui     | Oui | Oui  | I Vol.1             | Jigoku Meguri (Japon)                                              |
| Cameltry (en)                          | 1989            | Oui     | Oui | Oui  | I Vol.1             |                                                                    |
| Chack'n Pop                            | 1983            | Oui     | Oui | Oui  | I Vol.2             |                                                                    |
| Cleopatra Fortune (en)                 | 1996            | Oui     | Oui | Oui  | I Vol.1             |                                                                    |
| Crazy Balloon (en)                     | 1980            | Oui     | Oui | Oui  | I Vol.2             |                                                                    |
| Darius Gaiden                          | 1994            | Oui     | Oui | Oui  | I Vol.1             |                                                                    |
| Don Doko Don (en)                      | 1989            | Oui     | Oui | Oui  | I Vol.1             |                                                                    |
| Dungeon Magic (en)                     | 1994            | Oui     | Oui | Oui  | I Vol.1             | Light Bringer (Japon)                                              |
| Elevator Action Returns                | 1995            | Oui     | Oui | Oui  | I Vol.1             | Elevator Action II (USA)                                           |
| The Fairyland Story (en)               | 1985            | Oui     | Oui | Oui  | I Vol.1             |                                                                    |
| Football Champ (en)                    | 1990            | Oui     | Oui | Oui  | I Vol.2             | Hat Trick Hero (Japon)                                             |
| Front Line (en)                        | 1982            | Oui     | Oui | Oui  | I Vol.2             |                                                                    |
| Gekirindan (en)                        | 1995            | Oui     | Oui | Oui  | I Vol.2             |                                                                    |
| Grid Seeker: Project Storm Hammer (en) | 1992            | Oui     | Oui | Oui  | I Vol.1             |                                                                    |
| Growl                                  | 1990            | Oui     | Oui | Oui  | I Vol.1             | Runark (Japon)                                                     |
| Gun Frontier                           | 1990            | Oui     | Oui | Oui  | I Vol.2             |                                                                    |
| Insector X                             | 1989            | Oui     | Oui | Oui  | I Vol.2             |                                                                    |
| KiKi KaiKai (en)                       | 1986            | Oui     | Oui | Oui  | I Vol.1             |                                                                    |
| Kuri Kinton (en)                       | 1988            | Oui     | Oui | Oui  | I Vol.1             |                                                                    |
| The Legend of Kage                     | 1984            | Oui     | Oui | Oui  | I Vol.2             |                                                                    |
| Liquid Kids (en)                       | 1990            | Oui     | Oui | Oui  | I Vol.2             | Mizubaku Adventure (Japon)                                         |
| Lunar Rescue                           | 1979            | Oui     | Oui | Oui  | I Vol.1             |                                                                    |
| Metal Black (en)                       | 1991            | Oui     | Oui | Oui  | I Vol.1             | Gun Frontier 2                                                     |
| Nastar Warrior                         | 1988            | Oui     | Oui | Oui  | I Vol.2             | Rastan Saga 2 (Japon); Nastar (EU)                                 |
| Puchi Carat (en)                       | 1997            | Oui     | Oui | Oui  | I Vol.1             |                                                                    |
| Puzzle Bobble 2                        | 1995            | Oui     | Oui | Oui  | I Vol.2             | Bust-a-Move Again (Western arcades) : édition PS2                  |
| Qix                                    | 1981            | Oui     | Oui | Oui  | I Vol.2             |                                                                    |
| Raimais (en)                           | 1988            | Oui     | Oui | Oui  | I Vol.2             |                                                                    |
| Space Invaders '95                     | 1995            | Oui     | Oui | Oui  | I Vol.2             | Akkan-vaders (Japon)                                               |
| Space Invaders DX                      | 1994            | Oui     | Oui | Oui  | I Vol.1             |                                                                    |
| Super Space Invaders '91               | 1990            | Oui     | Oui | Oui  | I Vol.1             | Majestic Twelve: The Space Invaders Part IV (Japon)                |
| Violence Fight (en)                    | 1989            | Oui     | Oui | Oui  | I Vol.2             |                                                                    |
| Wild Western (en)                      | 1982            | Oui     | Oui | Oui  | I Vol.2             |                                                                    |
| Balloon Bomber (en)                    | 1980            | Non     | Oui | Non  | I Vol.2             |                                                                    |
| G-Darius                               | 1997            | Non     | Oui | Non  | I Vol.2             |                                                                    |
| RayStorm                               | 1996            | Non     | Oui | Non  | I Vol.2             |                                                                    |
| Syvalion (en)                          | 1988            | Non     | Oui | Non  | I Vol.1             |                                                                    |
| Bubble Symphony (en)                   | 1994            | Oui     | Non | Oui  | II Vol.2            | Bubble Bobble II                                                   |
| Cadash                                 | 1989            | Oui     | Non | Oui  | I Vol.2             |                                                                    |
| Pop'n Pop                              | 1997            | Oui     | Non | Oui  | NC                  |                                                                    |
| RayForce                               | 1993            | Oui     | Non | Oui  | II Vol.1            | Gunlock (Arcade), Layer Section (Japon), Galactic Attack (EU, USA) |

## Source de la traduction
- (en) Cet article est partiellement ou en totalité issu de l’article de Wikipédia en anglais intitulé « Taito Legends 2 » (voir la liste des auteurs).